# Tennis ai Giochi della XXX Olimpiade - Doppio maschile
Il torneo di doppio maschile ai Giochi olimpici di Londra del 2012 si è svolto dal 28 luglio al 4 agosto all'All England Lawn Tennis and Croquet Club su campi di erba outdoor. I match si sono svolti al meglio dei due set su tre. Non è stato previsto il tiebreak nei set finali.

## Calendario
| Agosto     | 28                | 29                | 30                  | 31     | 1      | 2          | 3 | 4      |
| Mattina    | 11.30             | 11.30             | 11.30               | 11.30  | 11.30  | 11.30      |   | 12.00  |
| Pomeriggio | -                 | -                 | -                   | -      | -      | -          | - | -      |
| ---------- | ----------------- | ----------------- | ------------------- | ------ | ------ | ---------- | - | ------ |
|            | Primo turno (32°) | Primo turno (32°) | Secondo turno (16°) | Quarti | Quarti | Semifinali |   | Finali |

## Medagliere
| Evento          | Oro                  | Argento                           | Bronzo                           |
| Doppio maschile | Bob Bryan Mike Bryan | Michaël Llodra Jo-Wilfried Tsonga | Julien Benneteau Richard Gasquet |

## Qualificati
Il 26 giugno 2012 l'ITF ha diramato la lista delle coppie iscritte al torneo. Di seguito è riportato l'elenco completo dei partecipanti stilato in base al ranking ATP dell'11 giugno 2012. Sono qualificate 32 coppie, di cui 24 qualificate direttamente in base ai ranking combinati (fra singolare e doppio), e 8 invitate dalla federazione internazionale. I giocatori inseriti nella top 10 del ranking di doppio hanno diritto a un partner a scelta della propria federazione, indipendentemente dal ranking. Segnate con un asterisco le coppie invitate.
Brasile, Francia, India, Regno Unito, Serbia, Spagna e Stati Uniti possono schierare due coppie.
| Paese       | Coppie                                                                 |
| ----------- | ---------------------------------------------------------------------- |
| Argentina   | David Nalbandian / Eduardo Schwank                                     |
| Austria     | Jürgen Melzer / Alexander Peya                                         |
| Bielorussia | Aljaksandr Bury / Maks Mirny                                           |
| Brasile     | Marcelo Melo / Bruno Soares Thomaz Bellucci / André Sá                 |
| Canada      | Daniel Nestor / Vasek Pospisil                                         |
| Colombia    | Juan Sebastián Cabal / Santiago Giraldo                                |
| Croazia     | Marin Čilić / Ivan Dodig                                               |
| Francia     | Michaël Llodra / Jo-Wilfried Tsonga Julien Benneteau / Richard Gasquet |
| Germania    | Christopher Kas / Philipp Petzschner                                   |
| Giappone    | Kei Nishikori / Gō Soeda                                               |
| India       | Leander Paes / Vishnu Vardhan Mahesh Bhupathi / Rohan Bopanna          |
| Israele     | Jonathan Erlich / Andy Ram                                             |
| Italia      | Daniele Bracciali / Andreas Seppi                                      |
| Paesi Bassi | Robin Haase / Jean-Julien Rojer                                        |
| Polonia     | Mariusz Fyrstenberg / Marcin Matkowski                                 |
| Rep. Ceca   | Tomáš Berdych / Radek Štěpánek                                         |
| Regno Unito | Andy Murray / Jamie Murray Colin Fleming / Ross Hutchins               |
| Romania     | Horia Tecău / Adrian Ungur                                             |
| Russia      | Nikolaj Davydenko / Michail Južnyj                                     |
| Serbia      | Janko Tipsarević / Nenad Zimonjić Novak Đoković / Viktor Troicki       |
| Slovacchia  | Martin Kližan / Lukáš Lacko                                            |
| Spagna      | Marcel Granollers / Marc López David Ferrer / Feliciano López          |
| Stati Uniti | Bob Bryan / Mike Bryan John Isner / Andy Roddick                       |
| Svezia      | Johan Brunström / Robert Lindstedt                                     |
| Svizzera    | Roger Federer / Stan Wawrinka                                          |

## Teste di serie
1. Bob Bryan /  Mike Bryan (campioni, oro)
2. Michaël Llodra /  Jo-Wilfried Tsonga (finale, argento)
3. Janko Tipsarević /  Nenad Zimonjić (quarti di finale)
4. Mariusz Fyrstenberg /  Marcin Matkowski (primo turno)

1. Tomáš Berdych /  Radek Štěpánek (secondo turno)
2. Roger Federer /  Stan Wawrinka (secondo turno)
3. Mahesh Bhupathi /  Rohan Bopanna (secondo turno)
4. Novak Đoković /  Viktor Troicki (primo turno)

## Tabellone

### Legenda
- IP = Invitati dall'ITF
- Alt = Alternate
- PR = Protected Ranking

- w/o = Walkover
- r = Ritirato
- d = Squalificato

### Fase finale
|  | Semifinali | Semifinali                        | Semifinali                       | Semifinali | Semifinali |  |  | Finale          | Finale                            | Finale                            | Finale | Finale |  |
|  |            |                                   |                                  |            |            |  |  |                 |                                   |                                   |        |        |  |
|  | 1          | Bob Bryan Mike Bryan              | Bob Bryan Mike Bryan             | 6          | 6          |  |  |                 |                                   |                                   |        |        |  |
|  |            | Julien Benneteau Richard Gasquet  | Julien Benneteau Richard Gasquet | 4          | 4          |  |  | 1               | Bob Bryan Mike Bryan              | Bob Bryan Mike Bryan              | 6      | 7      |  |
|  |            | David Ferrer Feliciano López      | 3                                | 6          | 16         |  |  | 2               | Michaël Llodra Jo-Wilfried Tsonga | Michaël Llodra Jo-Wilfried Tsonga | 4      | 62     |  |
|  | 2          | Michaël Llodra Jo-Wilfried Tsonga | 6                                | 4          | 18         |  |  |                 |                                   |                                   |        |        |  |
|  |            |                                   |                                  |            |            |  |  |                 |                                   |                                   |        |        |  |
|  |            |                                   |                                  |            |            |  |  | Finale 3º posto |                                   |                                   |        |        |  |
|  |            |                                   |                                  |            |            |  |  |                 |                                   |                                   |        |        |  |
|  |            |                                   |                                  |            |            |  |  |                 | Julien Benneteau Richard Gasquet  | Julien Benneteau Richard Gasquet  | 7      | 6      |  |
|  |            |                                   |                                  |            |            |  |  |                 | David Ferrer Feliciano López      | David Ferrer Feliciano López      | 64     | 2      |  |

### Parte alta
|  | Primo turno | Primo turno             | Primo turno             | Primo turno | Primo turno |  |  | Secondo turno | Secondo turno           | Secondo turno         | Secondo turno         | Secondo turno         |    |     | Quarti di finale | Quarti di finale        | Quarti di finale        | Quarti di finale      | Quarti di finale      |   |   | Semifinale | Semifinale | Semifinale | Semifinale | Semifinale |  |
|  |             |                         |                         |             |             |  |  |               |                         |                       |                       |                       |    |     |                  |                         |                         |                       |                       |   |   |            |            |            |            |            |  |
|  | 1           | B Bryan M Bryan         | 7                       | 65          | 6           |  |  |               |                         |                       |                       |                       |    |     |                  |                         |                         |                       |                       |   |   |            |            |            |            |            |  |
|  | IP          | T Bellucci A Sá         | 65                      | 7           | 3           |  |  | 1             | B Bryan M Bryan         | B Bryan M Bryan       | 7                     | 7                     |    |     |                  |                         |                         |                       |                       |   |   |            |            |            |            |            |  |
|  |             | C Kas P Petzschner      | C Kas P Petzschner      | 5           | 5           |  |  | IP            | N Davydenko M Južnyj    | N Davydenko M Južnyj  | 6                     | 61                    |    |     |                  |                         |                         |                       |                       |   |   |            |            |            |            |            |  |
|  | IP          | N Davydenko M Južnyj    | N Davydenko M Južnyj    | 7           | 7           |  |  |               |                         |                       |                       |                       |    |     | 1                | B Bryan M Bryan         | B Bryan M Bryan         | 7                     | 7                     |   |   |            |            |            |            |            |  |
|  | IP          | J Erlich A Ram          | J Erlich A Ram          | 7           | 7           |  |  |               |                         | IP                    | J Erlich A Ram        | J Erlich A Ram        | 64 | 610 |                  |                         |                         |                       |                       |   |   |            |            |            |            |            |  |
|  |             | M Granollers M López    | M Granollers M López    | 65          | 63          |  |  | IP            | J Erlich A Ram          | 1                     | 7                     | 6                     |    |     |                  |                         |                         |                       |                       |   |   |            |            |            |            |            |  |
|  | IP          | K Nishikori G Soeda     | 7                       | 4           | 4           |  |  | 6             | R Federer S Wawrinka    | 6                     | 65                    | 3                     |    |     |                  |                         |                         |                       |                       |   |   |            |            |            |            |            |  |
|  | 6           | R Federer S Wawrinka    | 65                      | 6           | 6           |  |  |               |                         |                       |                       |                       |    |     | 1                | B Bryan M Bryan         | B Bryan M Bryan         | 6                     | 6                     |   |   |            |            |            |            |            |  |
|  | 3           | J Tipsarević N Zimonjić | J Tipsarević N Zimonjić | 6           | 6           |  |  |               |                         |                       |                       |                       |    |     |                  |                         |                         | J Benneteau R Gasquet | J Benneteau R Gasquet | 4 | 4 |            |            |            |            |            |  |
|  | IP          | M Kližan L Lacko        | M Kližan L Lacko        | 3           | 3           |  |  | 3             | J Tipsarević N Zimonjić | 6                     | 6                     | 11                    |    |     |                  |                         |                         |                       |                       |   |   |            |            |            |            |            |  |
|  |             | D Nestor V Pospisil     | D Nestor V Pospisil     | 6           | 7           |  |  |               | D Nestor V Pospisil     | 4                     | 7                     | 9                     |    |     |                  |                         |                         |                       |                       |   |   |            |            |            |            |            |  |
|  | IP          | H Tecău A Ungur         | H Tecău A Ungur         | 3           | 69          |  |  |               |                         |                       |                       |                       |    |     | 3                | J Tipsarević N Zimonjić | J Tipsarević N Zimonjić | 4                     | 63                    |   |   |            |            |            |            |            |  |
|  |             | C Fleming R Hutchins    | C Fleming R Hutchins    | 5           | 3           |  |  |               |                         |                       | J Benneteau R Gasquet | J Benneteau R Gasquet | 6  | 7   |                  |                         |                         |                       |                       |   |   |            |            |            |            |            |  |
|  |             | J Benneteau R Gasquet   | J Benneteau R Gasquet   | 7           | 6           |  |  |               | J Benneteau R Gasquet   | J Benneteau R Gasquet | 6                     | 6                     |    |     |                  |                         |                         |                       |                       |   |   |            |            |            |            |            |  |
|  |             | A Bury M Mirny          | 64                      | 7           | 6           |  |  | 7             | M Bhupathi R Bopanna    | M Bhupathi R Bopanna  | 3                     | 4                     |    |     |                  |                         |                         |                       |                       |   |   |            |            |            |            |            |  |
|  | 7           | M Bhupathi R Bopanna    | 7                       | 64          | 8           |  |  |               |                         |                       |                       |                       |    |     |                  |                         |                         |                       |                       |   |   |            |            |            |            |            |  |

### Parte bassa
|  | Primo turno | Primo turno               | Primo turno             | Primo turno | Primo turno |  |  | Secondo turno | Secondo turno           | Secondo turno           | Secondo turno       | Secondo turno       |   |   | Quarti di finale | Quarti di finale | Quarti di finale | Quarti di finale    | Quarti di finale |   |    | Semifinale | Semifinale | Semifinale | Semifinale | Semifinale |  |
|  |             |                           |                         |             |             |  |  |               |                         |                         |                     |                     |   |   |                  |                  |                  |                     |                  |   |    |            |            |            |            |            |  |
|  | 8           | N Đoković V Troicki       | N Đoković V Troicki     | 68          | 3           |  |  |               |                         |                         |                     |                     |   |   |                  |                  |                  |                     |                  |   |    |            |            |            |            |            |  |
|  |             | J Brunström R Lindstedt   | J Brunström R Lindstedt | 7           | 6           |  |  |               | J Brunström R Lindstedt | J Brunström R Lindstedt | 3                   | 2                   |   |   |                  |                  |                  |                     |                  |   |    |            |            |            |            |            |  |
|  |             | M Čilić I Dodig           | M Čilić I Dodig         | 6           | 6           |  |  |               | M Čilić I Dodig         | M Čilić I Dodig         | 6                   | 6                   |   |   |                  |                  |                  |                     |                  |   |    |            |            |            |            |            |  |
|  | IP          | JS Cabal S Giraldo        | JS Cabal S Giraldo      | 3           | 4           |  |  |               |                         |                         |                     |                     |   |   |                  | M Čilić I Dodig  | M Čilić I Dodig  | 4                   | 4                |   |    |            |            |            |            |            |  |
|  |             | J Melzer A Peya           | 5                       | 7           | 7           |  |  |               |                         |                         | D Ferrer F López    | D Ferrer F López    | 6 | 6 |                  |                  |                  |                     |                  |   |    |            |            |            |            |            |  |
|  |             | A Murray J Murray         | 7                       | 6           | 5           |  |  |               | J Melzer A Peya         | 3                       | 6                   | 9                   |   |   |                  |                  |                  |                     |                  |   |    |            |            |            |            |            |  |
|  |             | D Ferrer F López          | 7                       | 6           | 8           |  |  |               | D Ferrer F López        | 6                       | 3                   | 11                  |   |   |                  |                  |                  |                     |                  |   |    |            |            |            |            |            |  |
|  | 4           | M Fyrstenberg M Matkowski | 67                      | 7           | 6           |  |  |               |                         |                         |                     |                     |   |   |                  | D Ferrer F López | 3                | 6                   | 16               |   |    |            |            |            |            |            |  |
|  | 5           | T Berdych R Štěpánek      | 4                       | 7           | 6           |  |  |               |                         |                         |                     |                     |   |   |                  |                  | 2                | M Llodra J-W Tsonga | 6                | 4 | 18 |            |            |            |            |            |  |
|  |             | D Bracciali A Seppi       | 6                       | 65          | 4           |  |  | 5             | T Berdych R Štěpánek    | 6                       | 4                   | 22                  |   |   |                  |                  |                  |                     |                  |   |    |            |            |            |            |            |  |
|  |             | J Isner A Roddick         | J Isner A Roddick       | 2           | 4           |  |  |               | M Melo B Soares         | 1                       | 6                   | 24                  |   |   |                  |                  |                  |                     |                  |   |    |            |            |            |            |            |  |
|  |             | M Melo B Soares           | M Melo B Soares         | 6           | 6           |  |  |               |                         |                         |                     |                     |   |   |                  | M Melo B Soares  | M Melo B Soares  | 4                   | 2                |   |    |            |            |            |            |            |  |
|  |             | R Haase J-J Rojer         | 6                       | 6           | 2           |  |  |               |                         | 2                       | M Llodra J-W Tsonga | M Llodra J-W Tsonga | 6 | 6 |                  |                  |                  |                     |                  |   |    |            |            |            |            |            |  |
|  |             | L Paes V Vardhan          | 7                       | 4           | 6           |  |  |               | L Paes V Vardhan        | 63                      | 6                   | 3                   |   |   |                  |                  |                  |                     |                  |   |    |            |            |            |            |            |  |
|  | IP          | D Nalbandian E Schwank    | D Nalbandian E Schwank  | 3           | 5           |  |  | 2             | M Llodra J-W Tsonga     | 7                       | 4                   | 6                   |   |   |                  |                  |                  |                     |                  |   |    |            |            |            |            |            |  |
|  | 2           | M Llodra J-W Tsonga       | M Llodra J-W Tsonga     | 6           | 7           |  |  |               |                         |                         |                     |                     |   |   |                  |                  |                  |                     |                  |   |    |            |            |            |            |            |  |